# Curtis Brown (Astronaut)
Curtis Lee „Curt“ Brown, Jr. (* 11. März 1956 in Elizabethtown, Bladen County, North Carolina) ist ein ehemaliger US-amerikanischer Astronaut.

## Leben
Brown beendete 1974 die High School in seiner Heimatstadt Elizabethtown und erwarb 1978 den Grad eines Bachelor in Elektrotechnik an der Akademie der US-Luftwaffe.
Von 1978 bis 1986 war er auf verschiedenen US-amerikanischen Luftwaffenbasen in den Vereinigten Staaten eingesetzt. Dort war er hauptsächlich als Testpilot und Fluglehrer für die A-10 und später für die F-16 tätig.

## Astronautentätigkeit
Ab 1987 nahm Brown an der einjährigen Astronautenausbildung teil. Am Ende dieses Programms wurde Brown als Shuttlepilot weiter ausgebildet. Seither wurde er in vielen Funktionen innerhalb der NASA eingesetzt, vor allem als Verbindungssprecher.

### STS-47
Seine erste Mission, bei der er Pilot des Shuttles Endeavour war, war der fünfzigste Raumflug eines Space Shuttles und der zweite Raumflug der Endeavour. Es war eine US-amerikanisch-japanische Weltraummission, bei der das Schwergewicht der Experimente auf Naturwissenschaften lag und auf Veränderungen der Materialien im Weltraum.

### STS-66
Bei dieser Mission mit dem Shuttle Atlantis war er wieder als Pilot eingeteilt worden. Der Flug beschäftigte sich hauptsächlich mit der globalen Erwärmung und dauerte elf Tage.

### STS-77
Diese Mission war seine letzte Mission, in der er als Pilot eingesetzt worden ist, wieder flog er mit der Endeavour ins Weltall. Bei dieser Mission wurden vier Objekte ins Weltall ausgesetzt, wobei der SPARTAN-Satellit nach erfolgter Mission wieder ins Raumschiff zurückgeholt wurde. Der Satellit hatte während der Mission eine Antenne ausgefahren, die so groß wie ein Tennisplatz war und nur 66 Kilogramm wog.

### STS-85
Bei seiner ersten Mission als Kommandant flog Brown zum ersten Mal mit der Discovery ins All und setzte dabei den deutschen Forschungssatelliten CRISTA-SPAS (Cryogenic Infrared Spectrometers and Telescopes for the Atmosphere) zu dessen zweiter Mission aus. Dieser Satellit musste wegen der Datenübertragung immer in der Nähe des Raumschiffes sein. Ein weiterer Programmpunkt war der Test eines japanischen Roboterarmes (Manipulator Flight Demonstration MFD) für die Raumstation ISS. Mit seiner Hilfe wurden komplizierte Arbeiten ausgeführt, so das Lösen von Schrauben und das Öffnen von Türen.

### STS-95
Bei dieser Mission, wieder mit der Discovery, hatte Brown die Ehre, die Mission zu führen und dabei den ältesten Menschen an Bord zu haben, der bis dahin im Weltraum war, den NASA-Veteranen des Mercury-Programms, John Glenn, der im Alter von 77 Jahren mitgenommen wurde, um die Auswirkungen der Schwerelosigkeit auf ältere Menschen zu testen. Des Weiteren war auch die erste japanische Astronautin im Weltall, Chiaki Mukai. Ferner wurde diverse Experimente unternommen und einige Ersatzteile für das Hubble Space Telescope im Orbit getestet.

### STS-103
Auf seiner letzten Mission, wieder als Kommandant der Discovery, wurden das Hubble-Weltraumteleskop gewartet. Dabei erhielt das Teleskop vor allem einen neuen Rechner.
Mit diesem Flug zog er mit den Astronauten John Young, Story Musgrave, Jerry Ross und Franklin Chang-Diaz gleich, die vor ihm sechs Raumflüge absolvierten.

## Zusammenfassung der Raumflüge
| Nr. | Mission | Funktion   | Flugdatum                          | Flugdauer   |
| --- | ------- | ---------- | ---------------------------------- | ----------- |
| 1   | STS-47  | Pilot      | 12. September – 20. September 1992 | 7d 22h 30m  |
| 2   | STS-66  | Pilot      | 3. November – 14. November 1994    | 10d 22h 34m |
| 3   | STS-77  | Pilot      | 19. Mai – 29. Mai 1996             | 10d 0h 39m  |
| 4   | STS-85  | Kommandant | 7. August – 19. August 1997        | 11d 20h 26m |
| 5   | STS-95  | Kommandant | 29. Oktober – 7. November 1998     | 8d 21h 43m  |
| 6   | STS-103 | Kommandant | 20. Dezember – 28. Dezember 1999   | 7d 23h 10m  |

## Nach der NASA
2013 wurde Curtis zusammen mit Eileen Collins und Bonnie Jeanne Dunbar in die Astronaut Hall of Fame aufgenommen.